# Spanningsgestuurde versterker

Een VCA in een synthesizer

De spanningsgestuurde versterker (VCA van voltage-controlled amplifier) is een elektrische schakeling die als spanningsversterker werkt en waarvan de versterking regelbaar is door middel van een gelijkspanning die aan de daarvoor bedoelde ingang wordt aangesloten. De spanningsgestuurde versterker vindt veel toepassing in synthesizers voor het bewerken van geluid.
De eenvoudigste toepassing van een VCA is het regelen van de totale geluidssterkte. Maar het geavanceerde gebruik in een synthesizer betekent dat de omhullende van de tonen op complexe wijze kan worden vormgegeven, aanzet, terugval, duur en wegsterven van het geluid kunnen afzonderlijk worden bepaald. In de meeste synthesizers is de VCA achter het filter geschakeld. Een spanningsgestuurde versterker is ook een belangrijk onderdeel van een vocoder. De omhullende van elke frequentieband van het ene signaal wordt geanalyseerd en overgedragen aan de VCA's van de corresponderende band (of een van de andere banden) van het andere signaal. 
De VCA is tegenwoordig bij het dj-mengpaneel populair als (cross)fader, vanwege het grotere bewegingsgemak in vergelijking met potmeters.